# Calabazas de Fuentidueña
Calabazas de Fuentidueña ist eine Gemeinde (municipio) in der spanischen Provinz Segovia. Sie liegt im Süden der Autonomen Region Kastilien und León, an der Nordwestabdachung der Sierra de Guadarrama. Sie hat 25 Einwohner (Stand: 2024). 

## Geographie
Calabazas de Fuentidueña liegt etwa 57 Kilometer nordnordöstlich vom Stadtzentrum von Segovia in einer Höhe von ca. 925 m. 
Calabazas de Fuentidueña befindet sich innerhalb der Zone des kontinentalen mediterranen Klimas.

## Bevölkerungsentwicklung
| Jahr      | 1970 | 1981 | 1991 | 2001 | 2011 | 2021 |
| Einwohner | 249  | 134  | 103  | 65   | 40   | 27   |

## Sehenswürdigkeiten

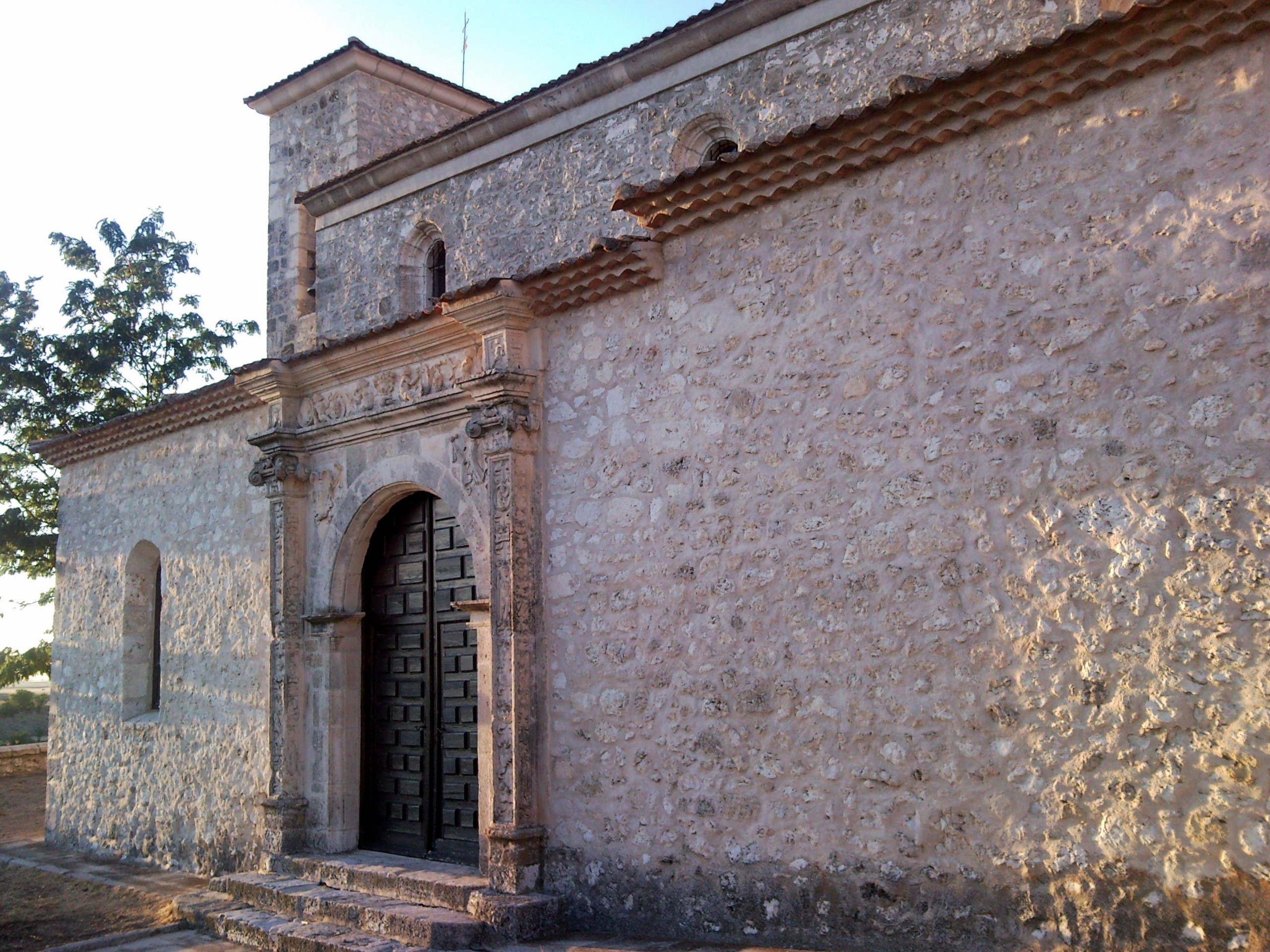
Kirche Mariä Himmelfahrt
- Rochuskapelle

- Kirche Mariä Himmelfahrt